# Nicole de Moor
Nicole de Moor est une femme politique belge, membre du CD&V. Elle fut secrétaire d'État à l’Asile et la Migration dans le gouvernement De Croo du 28 juin 2022 au 3 février 2025. À ce poste, elle a joué un rôle de premier plan dans la présidence belge du Conseil de l'Union européenne en 2024, en se concentrant sur le Pacte européen sur les migrations et l'asile.

## Biographie
Nicole de Moor est originaire de Saint-Gilles-Waes en Flandre-Orientale. Elle a obtenu une maîtrise en droit à l'université de Gand en 2007 et une maîtrise supplémentaire en droit européen et international à l'Université d'Amsterdam en 2008. Elle s'y est spécialisée dans le droit international des réfugiés. Elle a commencé sa carrière en tant que conseillère juridique au Centre flamand des minorités. De 2009 à 2013, elle a travaillé à l'Université de Gand en tant que chercheuse doctorante en droit international, européen et national de l'asile et de la migration. En 2014, elle a obtenu un doctorat en droit avec une thèse sur les migrations internationales dues à la dégradation de l'environnement . Elle a ensuite travaillé comme officier de protection au Commissariat général aux réfugiés et aux apatrides (CGRS) jusqu'à la fin de l'année 2014. Elle a été membre du conseil d'administration d'Enabel, l'agence belge de coopération internationale. En 2021, elle est devenue membre du conseil d'administration du Théâtre royal flamand, mandat qu'elle a quitté lors de sa nomination en tant que secrétaire d'État. Elle est également membre de la VVN (Association des Nations Unies).

### Carrière politique
De Moor a commencé sa carrière politique en tant que conseillère en matière de migration dans les cabinets de plusieurs ministres du CD&V, dont Kris Peeters, Nathalie Muylle et Koen Geens. En 2020, elle devient chef de cabinet du secrétaire d'État à l'Asile et à la Migration Sammy Mahdi, lorsque ce dernier est élu à la présidence du parti.
Elle est choisie pour lui succéder au poste de secrétaire d'État à l’Asile et la Migration avec 88 % des voix du conseil.

### Secrétaire d'État à l'Asile et à la Migration
Au cours de son mandat, Nicole de Moor a fait avancer la réforme de la politique migratoire de la Belgique, en proposant un code migratoire entièrement nouveau et des mesures visant à assurer un suivi plus étroit des personnes qui doivent retourner dans leur pays d'origine. Elle a également manifesté son soutien à une coopération européenne plus étroite en matière de migration et a œuvré en faveur d'un accord sur un pacte européen des migrations, qui a été adopté au cours de la présidence belge de l'UE.

### Candidate au poste de Haut Commissaire des Nations Unies pour les Réfugiés (HCR)
En mai 2025, il a été officiellement confirmé que Nicole de Moor était candidate au poste de Haut-Commissaire des Nations Unies pour les Réfugiés (HCR). Elle reçoit le soutien de son parti et du Parti populaire européen (PPE), ainsi que du gouvernement fédéral belge dirigé par le Premier ministre Bart De Wever.

## Décoration
- Commandeur de l'ordre de Léopold II (2024)